# Шарль Роже
Шарль Латуа Роже (17 серпня 1800 , Сен-Кантен, Ена, Франція  — 27 травня 1885 , Сен-Жосс-тен-Ноде ) — бельгійський ліберальний державний і політичний діяч, один з лідерів Бельгійської революції 1830 року. Був прем'єр-міністром Бельгії упродовж двох термінів: з 1847 до 1852 та з 1857 до 1868 року.
Його батько був офіцером французької армії, загинув у Росії під час кампанії 1812 року. Згодом його родина переїхала до міста Льєж. Роже вивчав право у Льєзькому університеті, після чого став членом адвокатської асоціації. 1824 року він разом зі своїми друзями Полем Дево та Жозефом Лебо, заснував журнал Mathieu Laensberg (пізніше було перейменовано на Le Politique). Цей журнал мав величезний вплив на настрої бельгійського населення та сприяв організації Бельгійської революції.
Під час Серпневого повстання 1830 року Роже став одним з найактивніших його лідерів. Після цього він став членом тимчасового уряду Бельгії, започаткованого у жовтні того самого року, а після обрання Леопольда королем у червні 1831 року його було призначено губернатором Антверпена. Обіймав посаду міністра внутрішніх справ у 1832—1834 роках, міністра громадських робіт — у 1840—1841 й міністра закордонних справ у 1861—1868 роках.